# Хауланд (Мејн)
Хауланд (енгл. Howland) насељено је место без административног статуса у америчкој савезној држави Мејн.

## Демографија
По попису из 2010. године број становника је 1.096, што је 114 (-9,4%) становника мање него 2000. године.
| Група             | 2000.         | 2010.         |
| Белци             | 1.188 (98,2%) | 1.069 (97,5%) |
| Афроамериканци    | 3 (0,2%)      | 7 (0,6%)      |
| Азијати           | 1 (0,1%)      | 1 (0,1%)      |
| Хиспаноамериканци | 2 (0,2%)      | 5 (0,5%)      |
| Укупно            | 1.210         | 1.096         |